# Lâmina nuclear
A lâmina nuclear é uma rede de filamentos intermediários de 8 a 10 nm de espessura, compostos por laminas A, B e C, situadas na periferia do nucleoplasma. A lâmina nuclear confere estabilidade mecânica ao envelope nuclear. Ao interagir com a cromatina, participa na determinação da organização tridimensional do núcleo interfásico.
A composição da lâmina é baseada em proteínas chamadas laminas. Os três tipos de lâminas (A, B e C) são codificados por 3 genes distintos. As de tipo A e C são sintetizadas a partir do mesmo gene, chamado LMNA, por processamento alternativo, dando lugar a quatro subtipos: A, A(Δ)10, C1 e C2. As laminas de tipo B são codificadas por dois genes distintos: LMNB1 (lâminas do subtipo B1) e LMNB2 (lâminas dos subtipos B2 e B3, também por processamento alternativo do gene).
Todas as lâminas apresentam um domínio globular na sua extremidade C-terminal e outro na N-terminal. Através do C-terminal, excepto nas lâminas C, une-se uma molécula chamada farnesil (processo denominado farnesilação) que permite a ancoragem das lâminas à membrana nuclear interna. Esta união permite que se formem dímeros, a seguir tetrâmeros, protofilamentos, filamentos e por último o retículo que constitui a lâmina nuclear.
A fosforilação das lâminas provoca a desestruturação da lâmina nuclear causando a ruptura do envelope no início da divisão celular.
Se bem que a formação da lâmina não seja requerida durante os passos iniciais, a organização do envelope é indispensável para o crescimento posterior e para a manutenção da sua integridade. As laminas incorporam-se logo que a cisterna ou espaço perinuclear rodeia o ADN e se inicia o transporte entre o núcleo e o citoplasma.
O aparecimento do envelope nuclear permitiu que os eucariontes isolassem os processos genéticos principais, como a autoduplicação do ADN ou a síntese de ARN. Também possibilitou que o ARNm se modifique dentro do núcleo antes de ser traduzido nos ribossomas. Estas modificações não ocorrem nos procariontes, já que à medida que a ARN polimerase sintetiza o ARN, simultaneamente o extremo 5' se une ao ribossoma e começa a tradução.

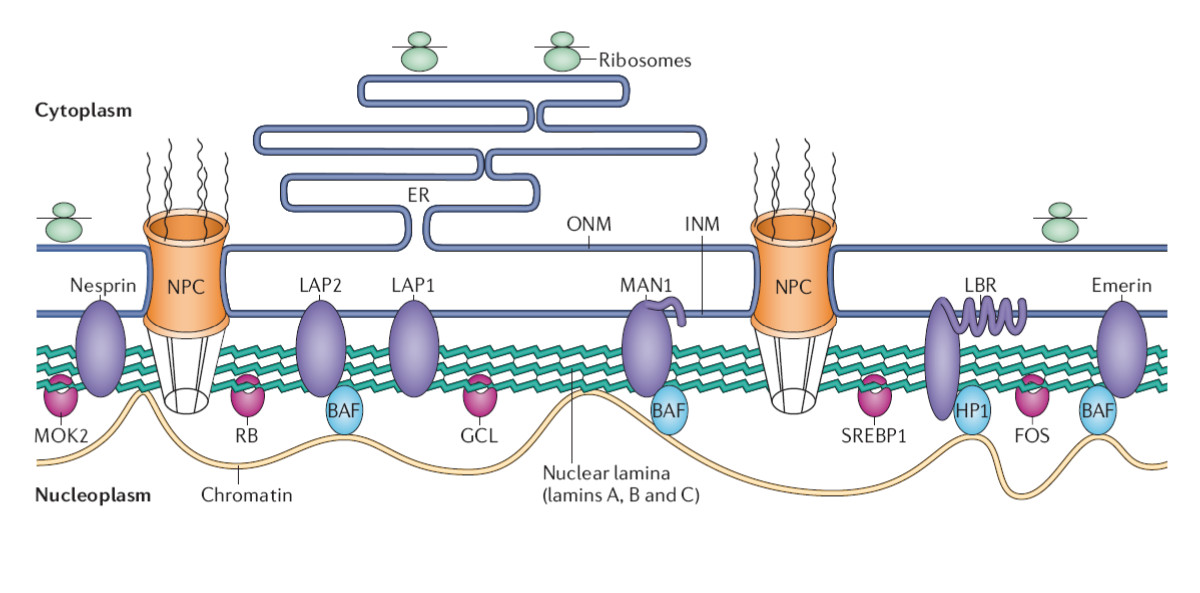
Estrutura e função da lâmina nuclear. A lâmina nuclear assenta na face interna da membrana nuclear interna (INM), onde serve para manter a estabilidade nuclear, organizar a cromatina e ancorar complexos de poros nucleares (NPCs) e uma lista cada vez maior de proteínas do invólucro nuclear (a roxo) e fatores de transcrição (a cor-de-rosa). As proteínas do invólucro nuclear que estão ligadas à lamina incluem a nesprina, a emerina, as proteínas 1 e 2 associadas à lamina (LAP1 e LAP2), o receptor da lamina B (LBR) e a MAN1. Os fatores de transcrição que se ligam à lâmina incluem o regulador transcricional do retinoblastoma (RB), (GCL), a proteína de ligação ao elemento de resposta ao colesterol (SREBP1), FOS e MOK2. O fator de barreira de autointegração (BAF) é uma proteína associada à cromatina que também se liga à lâmina nuclear e a várias das proteínas do invólucro nuclear anteriormente referidas. A heterocromatina proteína 1 (HP1) liga a cromatina ao LBR. Na figura, ONM significa membrana nuclear externa. Coutinho e cols. Imunidade e Envelhecimento 2009